# Modelul IS-LM

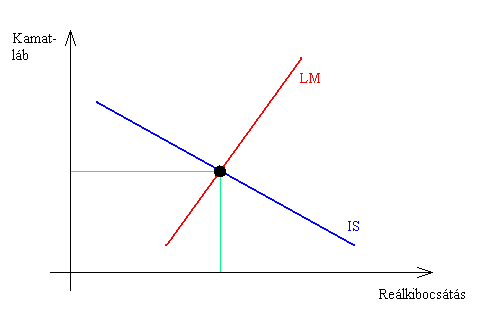
Modelul IS-LM

Modelul IS-LM, de asemenea cunoscut sub denumirile de modelul Hicks-Hansen și modelul echilibrului dublu sau simultan, este un model economic elaborat de economiștii John Hicks și Alvin Hansen în baza teoriei macroeconomice keynesiene. Acest model operează cu mărimi economice agregate (nivelul ratelor dobânzii, volumul total de producție, cheltuielile publice, masa monetară etc.).

## Istoria
Modelul IS-LM a apărut pentru prima dată la Conferința Econometrică petrecută la Oxford în septembrie 1936. Roy Harrod, John Hicks și James Meade au prezentat articole conținând modele matematice ale "Teoriei generale a folosirii mâinii de lucru, dobânzii și banilor" lui John Maynard Keynes. Mai târziu Hicks a prezentat modelul său în "Mr. Keynes and the Classics: A Suggested Interpretation" sub denumirea de IS-LM .
Deși chiar Hicks a recunoscut că modelul a scăpat anumite idei importante ale teoriei keynesiene, acest model este o bună aproximare în înțelegerea lumii reale și rămâne a fi paradigma dominantă în manuale universitare.

## Definiții și premise
În contextul acestui model, echilibrul economic este privit ca echilibru pe două piețe:
- piața bunurilor și serviciilor
- piața monetară (sau piața banilor)

Grafic modelul este reprezentat ca intersecția a doua linii/curbe, numite IS și LM.
Principalele mărimi variabile ale modelului sunt:
- nivelul ratelor dobânzii — notat prin r
- venitul național — notat prin Y

Modelul IS-LM este luat în considerare într-un context neoclasic, aceasta însemnând că se pornește de la salarii flexibile.

## Piața bunurilor și serviciilor (Curba IS)
Curba IS ("Curba investițiilor egale cu economisirile") reprezintă toate combinațiile posibile dintre venit și rata dobânzii care echilibrează piața bunurilor și serviciilor. Această piață se află în stare de echilibru atunci când oferta agregată (volumul de producție fabricată într-o perioadă) este egală cu cererea agregată (suma cheltuielilor tuturor agenților economici planificate pentru această perioadă).
Matematic, această condiție poate fi ilustrată prin următoarea egalitate:

IS: {\displaystyle Y=C+I+G+NX}
unde C reprezintă cheltuielile de consum, I -- cheltuielile de investiții, G -- cheltuielile bugetare (publice, guvernamentale) și NX -- exportul net (diferența dintre valoarea exporturilor și importurilor).
Denumirea IS este istorică (engl. Investment-Savings -- investiții-economii), inițial curba IS reprezenta condiția de echilibru ca egalitate a investițiilor și economisirilor. In ambele cazuri, în stare de echilibru suma cheltuielilor agregate efective se va egala cu suma cheltuielilor planificate (sau dorite), fără a provoca modificări neprevăzute în mărimea stocurilor de mărfuri.

### Funcția de consum
Cheltuielile de consum depind de doi factori importanți:
- venitul disponibil (diferența dintre venitul național și suma impozitelor achitate din el). Această dependență este pozitivă poate fi măsurată prin inclinația marginală spre consum, care arată ce parte din fiecare unitate monetară câștigată suplimentar va fi cheltuită pentru consum. De regulă, economiile țărilor dezvoltate se caracterizează prin valori mai mici ale lui IMC.
- rata dobânzii (în primul rând, rata achitată pentru depozite bancare și rata dividendului pentru acțiuni), care reprezintă remunerarea pentru renunțarea la consum curent în favoarea economisirii. Această dependență este negativă, adică majorarea ratelor dobânzii descurajează consumul. Deoarece sensibilitatea consumului la modificarea ratelor dobânzii este foarte mică, această dependență este deseori ignorată.

Funcția de consum:
{\displaystyle C(Y;r)=C_{0}+C_{1}*(Y-T)-C_{2}*r}
unde {\displaystyle C_{1}} este inclinația marginală spre consum, adică sensibilitatea cheltuielilor de consum la modificarea venitului disponibil, {\displaystyle C_{2}} coeficientul de sensibilitate a cheltuielilor de consum la modificarea ratei dobânzii.

### Funcția de investiție
Mărimea cheltuielilor de investiție depinde de costul finanțării, adică de rata dobânzii achitată pentru împrumuturi sau pentru obligațiuni. Majorarea ratelor dobânzii reprezintă scumpirea capitalului împrumutat și conduce la scăderea activității investiționale.
{\displaystyle I{(r)}=I_{0}-I_{1}*r}

### Funcția de economisire
Economisirile reprezintă acea parte a venitului disponibil, care nu a fost cheltuită în perioada curentă. Respectiv
{\displaystyle S=S{(Y;r)}=Y-T-C=-C_{0}+(1-C_{1})*(Y-T)+C_{2}*r}
Economisirile depind în mod pozitiv de venit și de rata dobânzii.

### Cheltuielile guvernamentale și impozitele
Modelul IS-LM tratează cheltuielile publice ({\displaystyle G}) și impozitele ({\displaystyle T}) ca fiind variabile exogene, adică determinate în afara modelului. Modificarea lor reflectă politica bugerară și fiscală a statului.

### Sectorul extern
Pentru simplicitate, modelul IS-LM presupune că economia națională este una închisă, respectiv nu există exporturi și importuri.
{\displaystyle X=M=0}
unde {\displaystyle X} reprezintă exporturi (venituri din export) și M -- importuri (cheltuieli privind import). Respectiv balanța comercială este egală cu zero.
{\displaystyle NX=X-M=0}

## Piața monetară (Curba LM)
Curba LM ("Curba cererii pentru mijloace lichide egale cu masa monetară") reprezintă toate combinațiile posibile dintre venit și rata dobânzii care echilibrează piața banilor. Această piață se află în stare de echilibru atunci când oferta de bani (cantitatea de mijloace bănești, sau masa monetară, în circulație) este egală cu cererea de bani (cantitatea de bani, de care agenții economici au nevoie).
Matematic, această condiție poate fi ilustrată prin următoarea egalitate:
LM: {\displaystyle {\frac {M^{S}}{P}}=L(Y,r)}
unde {\displaystyle {\frac {M^{S}}{P}}} reprezintă oferta de bani în expresie reală (de fapt, puterea de cumpărare a semnelor monetare aflate în circulație), iar {\displaystyle L(Y,r)} -- cererea de bani

### Teoria de preferință a lichidității
Curba LM se bazează pe ipoteza lui Keynes, potrivit căreia agenții economici au trei motive de a păstra activele sale:
- Motivul tranzacțiilor -- la creșterea volumului de producție, respectiv venitului național, economia are nevoie de o masă monetară mai mare pentru a facilita tranzacțiile de vânzare-cumpărare.
- Motivul speculației -- dacă ratele dobânzii sunt mai mici decât nivelul "normal", perceput de agenții economici, aceștea vor anticipa creșterea lor în viitor și vor amâna plasarea mijloacelor bănești (cumpărarea de valori mobiliare sau constituirea depozitelor bancare), stimulând astfel cererea de lichidități.
- Motivul precauției -- pe lângă mijloacele necesare tranzacțiilor planificate, orice agent economic păstrează o anumită sumă de bani pentru tranzacții neprevăzute.

Cantitatea de lichidități cerută depinde de:
- venit (Y) -- cu creșterea venitului crește cererea de bani pentru tranzacții;

- rata dobânzii (r) -- cu creșterea ratelor dobânzii agenții economici transformă lichiditățile sale în active generatoare de dobândă (obligațiuni sau depozite bancare), micșorând astfel cererea speculativă de bani.

Matematic cererea de bani poate fi ilustrată astfel:
{\displaystyle L(Y,r)=L_{T}(Y)+L_{S}(r)+L_{P}}
unde {\displaystyle L(Y,r)} reprezintă cantitatea de bani solicitată, {\displaystyle L_{T}} -- cererea tranzacțională, {\displaystyle L_{S}} -- cererea speculativă și {\displaystyle L_{P}} -- cererea de bani din motive de precauție.

### Oferta de bani
Modelul presupune că oferta de bani ({\displaystyle {\overline {M}}}), adică cantitatea de bani efectiv aflată în circulație, este stabilită de banca centrală în mod exogen. În condiții de echilibru oferta de bani corespunde cererii.
{\displaystyle {\overline {M}}=L_{T}(Y)+L_{S}(r)+L_{P}}

## Influența pe care o are statul

### Creșterea cheltuielilor statului
Atunci când statul însuși apare pe piața bunurilor ca și consumator, curba IS se deplasează înspre dreapta. În funcție de situația în care se află curba LM, acest lucru poate însemna o creștere a venitului populației, Y și a ratei dobânzii, {\displaystyle i}. Această formă de politică fiscală expansivă se mai numește și deficit spending. În cazul unei politici fiscale contractive, statul își reduce cheltuielile, curba IS se deplasează înspre stânga, veniturile populației și rata dobânzii scad, iar deficitul bugetar se micșorează.
Dacă populația mărește „casa de speculații“ (situație în care sunt deținuți bani, pentru a putea fi folosiți atunci când dobânda sau cursul obligațiunilor sunt mai atractive), atunci deficit spending reacționează ca și o impulsionare a economiei. Acest lucru este susținut prin faptul că se instituie multiplicatorul (în acest caz, multiplicatorul cheltuielilor statului).
Eficiența multiplicatorului se poate explica simplu: dacă cererea guvernamentală crește (pe piața bunurilor în acest caz), atunci crește și producția. Dacă producția crește, firmele au nevoie de mai mulți angajați. Noii angajații primesc un salariu pe care, parțial, îl consumă (depinde însă de înclinația marginală spre consum). Consumul în plus care apare astfel, inițiază încă o creștere a producției, ceea ce înseamnă că va fi nevoie de noi angajați care la rândul lor vor avea un salariu pe care vor putea să-l cheltuiască...
Această idee a îndatorării statului nu îi aparține, așa cum s-a presupus de mai multe ori, lui Keynes, ci lui Abba P. Lerner, Keynes a postulat economisirile descrise mai înainte. Deoarece deficit spending (deplasarea înspre dreapta a curbei IS) reprezintă o îndatorare a statului, ar trebui ca datoriile să fie plătite din taxe mai mari, atunci când economia e prosperă (surplus saving). Statul practică astfel o politică economică anticiclică, pentru a nivela oscilațiile conjuncturale. Dacă populația deține doar „casa de tranzacție“ (cantitatea de bani necesară cumpărării bunurilor), atunci această politică are ca urmare, din cauza poziției verticale a curbei LM, faptul că dobânda crește, iar veniturile populației rămân la fel. Acest efect se numește de dislocare, de compensare, evicțiune sau înlăturare (crowding out) a cererii de investiții private de către cererea statului.

## Critici
Un venit crescut al populației, cauzat de politica de cerere guvernamentală, nu conduce neapărat într-o măsură dorită la o creștere economică mai mare și la scăderea șomajului. Acesta este cazul în care cel puțin o parte din bani sunt economisiți de către populație sau când se consumă bunuri care nu influențează cererea de noi locuri de muncă. Această problemă a fost recunoscută și de Keynes și de aceea s-a propagat creșterea consumului statului ce poate fi condus înspre domenii care necesită muncă intensivă.
Deoarece nu se poate media politic faptul că în perioade de creștere economică (Boom-uri) trebuie economisit, pentru a putea fi achitate datoriile, acest model conduce în practică la creșterea continuă a datoriilor statului, ceea ce nu poate constitui o acuza numai la adresa lui Keynes.
Mult discutată este și teoria dezvoltată de Milton Friedman a așa- numitelor „Time lags“ (întârzieri), pentru care a primit în anul 1976 premiul Nobel pentru economie. În concepția lui Friedman trece atât de mult de la declinul consumului până la funcționarea programelor de cerere guvernamentală, încât conjunctura își revine de cele mai multe ori, de la sine și se află într-o fază de creștere (Boom). Prin consumul guvernamental crescut, conjunctura se supraîncălzește și se ajunge la inflație.